# Chupa (Panama)
Chupá è un comune (corregimiento) della Repubblica di Panama situato nel distretto di Macaracas, provincia di Los Santos. Si estende su una superficie di 17,9 km² e conta una popolazione di 520 abitanti (censimento 2010).